# HMS Abdiel (1940)
HMS Abdiel – brytyjski szybki stawiacz min typu Abdiel zbudowany w stoczni J. S. White & Co w Cowes.
Okręt powstał pod wpływem pozytywnych doświadczeń w wykorzystaniu takich okrętów w czasie I wojny światowej. Początek prac projektowych przypada na styczeń 1937, a zakończenie na kwiecień 1938 roku. Przeznaczony do ofensywnego stawiania min w punkcie koncentracji jednostek wroga. Ze względu na wysoką prędkość był używany także jako szybki transportowiec.
Służył głównie na Morzu Śródziemnym stawiając miny między innymi u wejścia do Kanału Korynckiego, a także oddając nieocenione przysługi w zaopatrywaniu wojsk w Tobruku i na Malcie, czy transportując zaopatrzenie do Aleksandrii i Gibraltaru.
W grudniu 1941 został skierowany na Ocean Indyjski jako wzmocnienie stacjonujących tam brytyjskich jednostek Floty Wschodniej. Postawił tam między innymi cztery pola minowe w okolicy Andamanów czy w Cieśninie Macphersona. 1 lutego wszedł na mieliznę uszkadzając wał napędowy i został zmuszony do powrotu do Wielkiej Brytanii na remont. Przy okazji zabrał ładunek złota z Kapsztadu. Po naprawach popłynął na Morze Śródziemne, gdzie wykonał kilkanaście misji. Na początku września 1943 miał zostać użyty jako transportowiec wojsk w czasie zajmowania portu Tarent. Jednak kapitulacja spowodowała, że po prostu wpłynął do portu. Po północy wpadł na jedną z min magnetycznych postawionych przez niemieckie kutry torpedowe S 54 i S 61, która spowodowała zatonięcie okrętu.